# Girgensohnia minima
Girgensohnia minima är en amarantväxtart som beskrevs av Jevgenij Korovin. Girgensohnia minima ingår i släktet Girgensohnia och familjen amarantväxter. Inga underarter finns listade i Catalogue of Life.